# Utetheisa terminalis
Utetheisa terminalis är en fjärilsart som beskrevs av Berthold Neumoegen och Dyar 1893. Utetheisa terminalis ingår i släktet Utetheisa och familjen björnspinnare. Inga underarter finns listade i Catalogue of Life.